# Sonia Gessner
Sonia Gessner (Milano, 24 dicembre 1938) è un'attrice svizzera naturalizzata italiana.

## Biografia
Attiva in teatro, cinema e televisione, sul palcoscenico debutta nei primi anni '60 al Teatro Stabile di Trieste, diretta tra gli altri da Fulvio Tolusso, Eriprando Visconti, Franco Enriquez, Nanni Garella, Massimo Castri e Massimo de Vita, in testi di Calderon de la Barca, Karen Blixen, Anton Cechov (L'anniversario), Luigi Pirandello (La vita che ti diedi e Così è se vi pare). Negli anni '80 è diretta da Giorgio Marini in testi di T.S. Eliot (tra cui Riunione di famiglia).
Al cinema lavora dal 1961, interpretando una ventina di film e lavorando tra gli altri con Federico Fellini, Paolo e Vittorio Taviani, Gianni Amelio, Margarethe von Trotta, Silvio Soldini, Carlo Verdone e Paolo Sorrentino. Sul piccolo schermo debutta nel 1961 con l'originale La cometa si fermò di Vittorio Calvino, diretta da Lyda C. Ripandelli; in seguito apparve in numerosi sceneggiati, serie e telefilm, diretta da Edmo Fenoglio (Le anime morte di Nikolaj Gogol, del 1963), Sandro Bolchi, Flaminio Bollini, Dante Guardamagna e altri. Inoltre, ha partecipato alla trasmissione radiofonica Ad alta voce.
Sposata dal dicembre del 1965 a Zermatt con l'architetto Aldo Rossi, col quale ha avuto due figli (Vera e Fausto), ne rimane vedova nel settembre 1997.
Dal 2000 è sposata con l'architetto Giorgio Grassi.

## Filmografia

### Cinema
- Milano nera, regia di Gian Rocco e Pino Serpi (1961)
- Un figlio d'oggi, regia di Marino Girolami e Domenico Graziano (1961)
- Una storia milanese, regia di Eriprando Visconti (1962)
- Whisky a mezzogiorno, regia di Oscar De Fina (1962)
- 8½, regia di Federico Fellini (1962)
- Non si scrive sui muri a Milano, regia di Raffaele Maiello (1975)
- Matlosa, regia di Villi Hermann (1981)
- Colpire al cuore, regia di Gianni Amelio (1982)
- La trace, regia di Bernard Favre (1983)
- Innocenza, regia di Villi Hermann (1986)
- Paura e amore (Fürchten und Lieben), regia di Margarethe von Trotta (1988)
- Ti ho incontrata domani, regia di Pino Bordoni (1989)
- Il sole anche di notte, regia di Paolo e Vittorio Taviani (1990)
- Un'anima divisa in due, regia di Silvio Soldini (1992)
- Perdiamoci di vista, regia di Carlo Verdone (1994)
- Acquario, regia di Michele Sordillo (1996)
- Le acrobate, regia di Silvio Soldini (1997)
- Fuori dal mondo, regia di Giuseppe Piccioni (1999)
- Autunno, regia di Nina Di Majo (1999)
- Il mnemonista, regia di Paolo Rosa (2000)
- La vita che vorrei, regia di Giuseppe Piccioni (2004)
- Un giorno devi andare, regia di Giorgio Diritti (2013)
- La grande bellezza, regia di Paolo Sorrentino (2013)
- La buca, regia di Daniele Ciprì (2014)
- Youth - La giovinezza, regia di Paolo Sorrentino (2015)
- Il nido, regia di Klaudia Reynicke (2016)
- Orecchie, regia di Alessandro Aronadio (2016)

### Televisione
- Il dipinto, regia di Domenico Campana (1974)
- Ritratto di donna velata, regia di Flaminio Bollini (1975)
- Camilla, regia di Sandro Bolchi (1976)
- Aut aut. Cronaca di una rapina, regia di Silvio Maestranzi (1976)
- Paganini, regia di Dante Guardamagna (1976)
- Delitto sulle punte, regia di Pino Passalacqua (1977)
- Un delitto perbene, regia di Giacomo Battiato (1977)
- Puzzle, regia di Guido Stagnaro (1978)
- Doppia indagine, regia di Flaminio Bollini (1978)
- Adua, regia di Dante Guardamagna (1981)
- Chéri, regia di Enzo Muzii (1988)
- Cronaca nera, regia di Faliero Rosati (1992) – film tv
- Piccolo mondo antico, regia di Cinzia TH Torrini (2001)
- Le ragioni del cuore, regia di Luca Manfredi (2002)
- Angela, regia di Andrea e Antonio Frazzi (2005) – film tv
- Giovanni Falcone - L'uomo che sfidò Cosa Nostra, regia di Andrea e Antonio Frazzi (2006)
- Un passo dal cielo 2, epis. Facili prede, regia di Riccardo Donna (2012)
- I segreti del mestiere, regia di Andreas Maciocci (2019) – film tv
- Luna nera - serie TV, episodi 1x01-1x02-1x03 (2020)